# Jiaolai (fleuve)
Le Jiaolai (chinois simplifié: 胶莱河 ; chinois traditionnel : 膠萊河 ; pinyin: jiāo lái hé) est le principal cours d'eau de la province chinoise du Shandong. Il se jette dans la mer Jaune au niveau de la péninsule du Shandong, au nord dans la baie de Laizhou, au sud dans la baie de Kiautschou.

## Villes traversées
Les principales villes traversées par le Jiaolai sont Changyi (昌邑), Laizhou (莱州), Gaomi (高密), Zhucheng (诸城), Pingdu (平度), Kiautschou (胶州), Jiaonan (胶南) et Duxian (zh) (诸县).

## Principaux affluents
Les rivières Ze (泽河), Ziyang (淄阳河), Jiao (胶河), Baisha (白沙河).